# 展覧会の絵 (C-C-Bの曲)
「展覧会の絵」（てんらんかいのえ）は、C-C-Bの楽曲。作曲は笠浩二。

## 解説
- 初収録は1987年にリリースされたC-C-Bのアルバム『石はやっぱりカタイ』。
- 作曲の笠いわくイメージとしてはイギリスっぽく作ったと語る。
- 作曲の笠本人はこの楽曲を「この曲、自分の作った中で、一番好き」と述べていて2000年代に発売した笠のソロ作品でもシングル化している。

## 展覧会の絵 (AREX-destinyのシングル)
展覧会の絵（てんらんかいのえ）は、AREX-destiny-の3枚目のシングル。12センチCDで発売された。

### 解説
- 笠浩二のソロシングルとしては通算6枚目の作品。

### 収録曲
| 全編曲: 笠浩二。 |                |          |        |
| #                | タイトル       | 作詞     | 作曲   |
| 1.               | 「展覧会の絵」 | 川村真澄 | 笠浩二 |

## 収録アルバム
- 石はやっぱりカタイ
- AREX-sakura
- C-C-B シングル&アルバム・ベスト 曲数多くてすいません！！